# Sainte-Gemmes-le-Robert
Sainte-Gemmes-le-Robert é uma comuna francesa na região administrativa da Pays de la Loire, no departamento de Mayenne. Estende-se por uma área de 35,62 km². Em 2010 a comuna tinha 850 habitantes (densidade: 23,9 hab./km²).